# Файстритцаль
Бух-Санкт-Магдалена (нем. Buch-St. Magdalena) — коммуна в Австрии, в федеральной земле Штирия. Коммуна была образована 1 января 2013 года путем слияния коммун Кайбинг, Санкт-Иоганн-бай-Херберштайн, Зигерсдорф-бай-Герберштейн, Хирнсдорф и Блайндорф в рамках структурной реформы Штирии.
Входит в состав округа Хартберг-Фюрстенфельд. Площадь общины составляет 25,73 км², население — 2402 человека (1 января 2021), плотность населения — 93 чел./км²

## Население
| Год  | Численность |
| ---- | ----------- |
| 1869 | 1907        |
| 1889 | 2014        |
| 1890 | 2021        |
| 1900 | 1973        |
| 1910 | 1947        |
| 1923 | 1907        |
| 1934 | 2028        |
| 1939 | 2022        |
| 1951 | 1975        |
| 1961 | 1970        |
| 1971 | 2105        |
| 1981 | 2155        |
| 1991 | 2157        |
| 2001 | 2344        |
| 2011 | 2404        |
| 2021 | 2402        |

## Политическая ситуация
Бургомистр коммуны — Йозеф Линд (Список Линд) по результатам выборов 2020 года.
Совет представителей коммуны (нем. Gemeinderat) состоит из 15 мест.
- Список Линд занимает 8 мест.
- АНП занимает 5 мест.
- СДПА занимает 1 место.
- АПС занимает 1 место.